# 日本人事行政研究所
一般財団法人日本人事行政研究所（にほんじんじぎょうせいけんきゅうじょ）は、元内閣府所管の財団法人。

## 概要
- 1976年10月18日に設立[1]。2015年10月1日に一般財団法人公務人材開発協会と合併した[2]。

## 所在地
- 東京都港区虎ノ門1-20-9 松栄虎ノ門ビル5階